# Sant Jaume de Palouet
Sant Jaume de Palouet és l'església parroquial del poble de Palouet al municipi de Massoteres (Segarra) inclosa en l'Inventari del Patrimoni Arquitectònic de Catalunya. La parròquia pertany al Bisbat de Solsona.

## Descripció
Es tracta d'una església originàriament romànica, que ha patit diverses modificacions al llarg del temps.

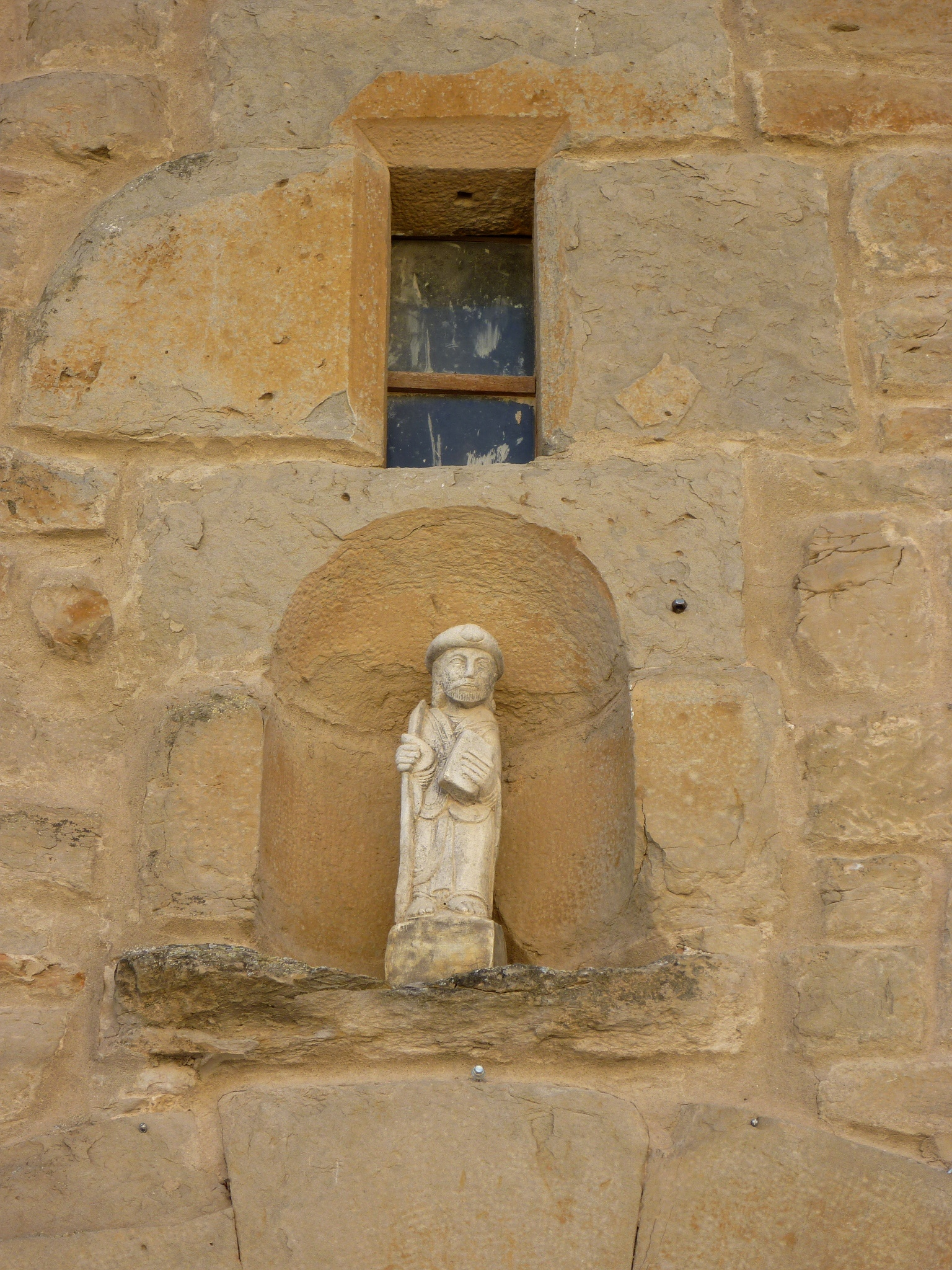
Fornícula a la façana

La façana principal, és de grans carreus ben treballats i presenta una porta d'arc de mig punt adovellada. Al damunt hi ha una fornícula amb la imatge de Sant Jaume. Un campanar d'espadanya, amb dos ulls que acullen dues campanes, corona l'edifici.
El mur dret de l'església, havia estat tapat per un magatzem, que en desaparèixer ha deixat a la vista el mur de pedra amb una espitllera.
Té una sola nau coberta amb volta de canó. Al centre de la nau hi ha una tomba que data de 1731, propietat de la família Xuriguera-Alsina. A l'esquerra de la nau hi ha la sagristia, construïda el 1765. El 1861 es va construir el baptisteri i un altar d'estil barroc clàssic. Al mur esquerra de la nau, la familia Alsina, va finançar el 1942, un altar.
Destaca la pica baptismal adossada a la banda dreta que es podria datar al segle xviii.
L'any 2000, es va fer una restauració, que va deixar la pedra al descobert, excepte a la volta.

## Història
El poble de Palou de Torà, també anomenat Palouet o Palou de Massoteres, es troba a llevant del terme municipal de Massoteres. Es tracta d'un poble medieval que fins a mitjans del segle XX conservà l'estructura de vila closa, amb dues portes d'entrada. Una d'elles s'obria davant l'església de Sant Jaume -advocació poc freqüent en les esglésies d'aquestes contrades- que estava fora de la vila. El lloc de Palouet és esmentat l'any 1116 en el testament de Pere Ponç.
L'església de Palou, com la de Massoteres, era sufragània de la parròquia de Sant Pere de Talteüll. Des de finals del segle xvi pertany al bisbat de Solsona. L'any 1894 esdevingué parròquia. Per donar habitatge al capellà es va haver de construir la rectoria.
L'edifici actual és una construcció reformada sobre una fàbrica medieval.